# Condado de Moore (Tennessee)
O Condado de Moore é um dos 95 condados do Estado americano do Tennessee. A sede do condado é Lynchburg, e sua maior cidade é Lynchburg. O condado possui uma área de 338 km² (dos quais 3 km² estão cobertos por água), uma população de 5 740 habitantes, e uma densidade populacional de 17 hab/km² (segundo o censo nacional de 2000). O condado foi fundado em 1871.